# Magia (album de Shakira)
Magia (română Magic) reprezintă debutul cântăreței columbiene Shakira în cariera muzicală. Versurile unora dintre melodii au fost scrise de Shakira pe un caiet începând de la vârsta de opt ani.
Debutul interpretei în muzică s-a materializat în urma semnării unui contract de promovare cu firma Sony BMG, în actele semnate stipulându-se faptul că artista va lansa trei albume sub patronajul companiei. Primul din cele trei, Magia, a fost lansat la nivel local în vara anului amintit. Promovat în format Compact Disc prin intermediul casei de discuri Columbia Records, materialul conține nouă compoziții, artista contribuind și la o parte din versuri. Genurile abordate pe acest material, promovat de solistă la vârsta de paisprezece ani, variază de la muzică latino la muzică pop, conținutul său fiind compus preponderent din balade. Magia s-a comercializat în mai puțin de o mie de unități în țara natala a solistei, lucru ce a determinat demararea procesului de compunere al unui nou disc.
Din cauza acestui motiv, și pentru nu mai este disponibil, nu este considerat un album oficial, ci doar unul promoțional.

## Lista cântecelor
| Nr. | Titlu                                                      | Autor(i)                                      | Lungime |  |
| 1.  | „Sueños (vise)”                                            | Shakira                                       | 3:47    |  |
| 2.  | „Esta Noche Voy Contigo (în seara asta sunt ca tine)”      | Miguel Enrique Cubillos                       | 3:53    |  |
| 3.  | „Lejos De Tu Amor (departe de dragostea ta)”               | Pablo Tedeschi                                | 3:09    |  |
| 4.  | „Magia (magie)”                                            | Shakira                                       | 4:43    |  |
| 5.  | „Cuentas Conmigo (bazează-te pe mine)”                     | Juanita Loboguerrero; Miguel Enrique Cubillos | 4:01    |  |
| 6.  | „Cazador De Amor (vânător de iubire)”                      | Shakira                                       | 3:07    |  |
| 7.  | „Gafas Oscuras (ochelari negri)”                           | Shakira                                       | 3:13    |  |
| 8.  | „Necesito De Ti (am nevoie de tine)”                       | Shakira                                       | 3:41    |  |
| 9.  | „Lejos De Tu Amor (departe de dragostea ta)” (Versión Mix) | Pablo Tedeschi                                | 3:13    |  |